# Oxyopes aculeatus
Oxyopes aculeatus là một loài nhện trong họ Oxyopidae.
Loài này thuộc chi Oxyopes. Oxyopes aculeatus được miêu tả năm 1895 bởi Friedrich Wilhelm Bösenberg & Lenz.